# كورتيس دنيس
كورتيس دنيس (15 يناير 1988 في الولايات المتحدة - ) (بالإنجليزية: Curtis Dennis)‏ هو لاعب كرة سلة أمريكي في مركز مدافع مسدد الهدف. لعب مع التضامن الزوق‎ ‏.

## وصلات خارجية
- كورتيس دنيس على موقع كلية كرة السلة في سبورتس رفرنس.كوم (الإنجليزية)
- كورتيس دنيس على موقع ريلجم (الإنجليزية)
- كورتيس دنيس على موقع بروبوليرز (الإنجليزية)

1. ↑  College Basketball at Sports-Reference.com، QID:Q100311335
2. 1 2  College Basketball at Sports-Reference.com، QID:Q100311335